# Pádel en los Juegos Europeos
El pádel en los Juegos Europeos se realizó por primera vez en los Juegos Europeos de Cracovia 2023. El evento es organizado por los Comités Olímpicos Europeos, junto con la Federación Internacional de Pádel (FIP).

## Ediciones
| Núm. | Año  | Sede                 | Instalación            |
| ---- | ---- | -------------------- | ---------------------- |
| —    | 2015 | Bakú ( Azerbaiyán)   | No realizado           |
| —    | 2019 | Minsk ( Bielorrusia) | No realizado           |
| I    | 2023 | Cracovia ( Polonia)  | Plaza del Ayuntamiento |

## Medallero
- Actualizado a Cracovia 2023.

| Núm. | País     | Oro | Plata | Bronce | Total |
| ---- | -------- | --- | ----- | ------ | ----- |
| 1    | España   | 2   | 2     | 1      | 5     |
| 2    | Italia   | 1   | 1     | 1      | 3     |
| 3    | Portugal | 0   | 0     | 1      | 1     |
|      | TOTAL    | 3   | 3     | 3      | 9     |